# Verwaltungsgemeinschaft Drei Gleichen
Die Verwaltungsgemeinschaft Drei Gleichen im thüringischen Landkreis Gotha hatten sich zuletzt vier Gemeinden zur Erledigung ihrer Verwaltungsgeschäfte zusammengeschlossen.

## Die Gemeinden
- Grabsleben
- Mühlberg
- Seebergen
- Wandersleben

## Geschichte
Die Verwaltungsgemeinschaft wurde am 21. Mai 1992 unter dem Namen Verwaltungsgemeinschaft Mittlerer Apfelstädtgrund gegründet. Bis zum 30. Dezember 1997 gehörten auch die Gemeinden Günthersleben und Wechmar zur Verwaltungsgemeinschaft, schieden aber am 31. Dezember 1997 durch ihre Fusion zur neuen Gemeinde Günthersleben-Wechmar aus. Am 22. Juni 1998 erfolgte die Umbenennung, durch die sie ihren letzten Namen erhielt. Einen Tag später schied Schwabhausen aus der Verwaltungsgemeinschaft aus, da Günthersleben-Wechmar die erfüllende Gemeinde wurde. Am 1. Januar 2009 schlossen sich dann die übrigen Gemeinden zur neuen Gemeinde Drei Gleichen zusammen, wodurch die Verwaltungsgemeinschaft aufgelöst wurde.